# Hallbacken
Hallbacken är en bebyggelse i Ale kommun, belägen i Nödinge socken strax öster om Nödinge vid Vimmersjön. Fram till 2015 avgränsade SCB bebyggelsen till en separat småort för att från 2015 klassa den som en del av tätorten Nödinge-Nol.